# National Invitation Tournament 1942
Il National Invitation Tournament 1942 fu la quinta edizione del torneo. Venne vinto dalla West Virginia University; miglior giocatore fu Rudy Baric.

## Squadre
- CCNY Beavers
- Creighton Bluejays
- LIU Sharks
- R. Island Rams
- Toledo Rockets
- West Texas Buffaloes
- WV Mountaineers
- WKU Hilltoppers

## Risultati
|  | Quarti di finale     | Quarti di finale |                    |                | Semifinali                | Semifinali                |  |  | Finale | Finale |
|  |                      |                  |                    |                |                           |                           |  |  |        |        |
|  |                      |                  |                    |                |                           |                           |  |  |        |        |
|  |                      |                  |                    |                |                           |                           |  |  |        |        |
|  | WV Mountaineers      | 58               |                    |                |                           |                           |  |  |        |        |
|  | WV Mountaineers      | 58               |                    |                |                           |                           |  |  |        |        |
|  | LIU Sharks           | 49               |                    |                |                           |                           |  |  |        |        |
|  | LIU Sharks           | 49               | WV Mountaineers    | 51             |                           |                           |  |  |        |        |
|  |                      |                  | WV Mountaineers    | 51             |                           |                           |  |  |        |        |
|  |                      | Toledo Rockets   | 39                 |                |                           |                           |  |  |        |        |
|  | Toledo Rockets       | Toledo Rockets   | 39                 | 82             |                           |                           |  |  |        |        |
|  | Toledo Rockets       |                  |                    | 82             |                           |                           |  |  |        |        |
|  | R. Island Rams       | 71               |                    |                |                           |                           |  |  |        |        |
|  | R. Island Rams       | 71               | WV Mountaineers    | 47             |                           |                           |  |  |        |        |
|  |                      |                  | WV Mountaineers    | 47             |                           |                           |  |  |        |        |
|  |                      | WKU Hilltoppers  | 45                 |                |                           |                           |  |  |        |        |
|  | Creighton Bluejays   | WKU Hilltoppers  | 45                 | 59             |                           |                           |  |  |        |        |
|  | Creighton Bluejays   |                  |                    | 59             |                           |                           |  |  |        |        |
|  | West Texas Buffaloes | 58               |                    |                |                           |                           |  |  |        |        |
|  | West Texas Buffaloes | 58               | Creighton Bluejays | 36             | Finale per il terzo posto | Finale per il terzo posto |  |  |        |        |
|  |                      |                  | Creighton Bluejays | 36             | Finale per il terzo posto | Finale per il terzo posto |  |  |        |        |
|  |                      | WKU Hilltoppers  | 49                 |                |                           |                           |  |  |        |        |
|  | WKU Hilltoppers      | WKU Hilltoppers  | 49                 | 49             | Creighton Bluejays        | 48                        |  |  |        |        |
|  | WKU Hilltoppers      |                  |                    | 49             | Creighton Bluejays        | 48                        |  |  |        |        |
|  | CCNY Beavers         | 46               |                    | Toledo Rockets | 46                        |                           |  |  |        |        |
|  | CCNY Beavers         | 46               |                    |                | 46                        |                           |  |  |        |        |
|  |                      |                  |                    |                |                           |                           |  |  |        |        |
|  |                      |                  |                    |                |                           |                           |  |  |        |        |

| Campione NIT 1942                               |
| ----------------------------------------------- |
| West Virginia University Mountaineers 1º titolo |

## Squadra vincitrice
|    | Naz.                   | Ruolo | Sportivo       |  |  |  |  |
| -- | ---------------------- | ----- | -------------- |  |  |  |  |
| 4  | Stati Uniti (bandiera) |       | Roger Hicks    |  |  |  |  |
| 5  | Stati Uniti (bandiera) |       | Walter Baker   |  |  |  |  |
| 6  | Stati Uniti (bandiera) |       | Dick Kesling   |  |  |  |  |
| 7  | Stati Uniti (bandiera) |       | Floyd Hamilton |  |  |  |  |
| 8  | Stati Uniti (bandiera) |       | Walter Rollins |  |  |  |  |
| 9  | Stati Uniti (bandiera) |       | Lou Kalmar     |  |  |  |  |
| 10 | Stati Uniti (bandiera) |       | Dale Simmons   |  |  |  |  |
| 11 | Stati Uniti (bandiera) |       | George Rickey  |  |  |  |  |
| 12 | Stati Uniti (bandiera) |       | Rudy Baric     |  |  |  |  |
| 13 | Stati Uniti (bandiera) |       | Don Raese      |  |  |  |  |
| 25 | Stati Uniti (bandiera) |       | Neil Montone   |  |  |  |  |

- Allenatore: Dyke Raese